# Saint-Anthème
 Saint-Anthème  es una población y comuna francesa, situada en la región de Auvernia, departamento de Puy-de-Dôme, en el distrito de Ambert y cantón de Saint-Anthème.

## Demografía
| 1521 | 1313 | 1137 | 966 | 880 | 809 |
| Para los censos de 1962 a 1999 la población legal corresponde a la población sin duplicidades (Fuente: INSEE [Consultar]) |      |      |     |     |     |